# صندلی‌های گارد شماره ۱۰ خیابان داونینگ

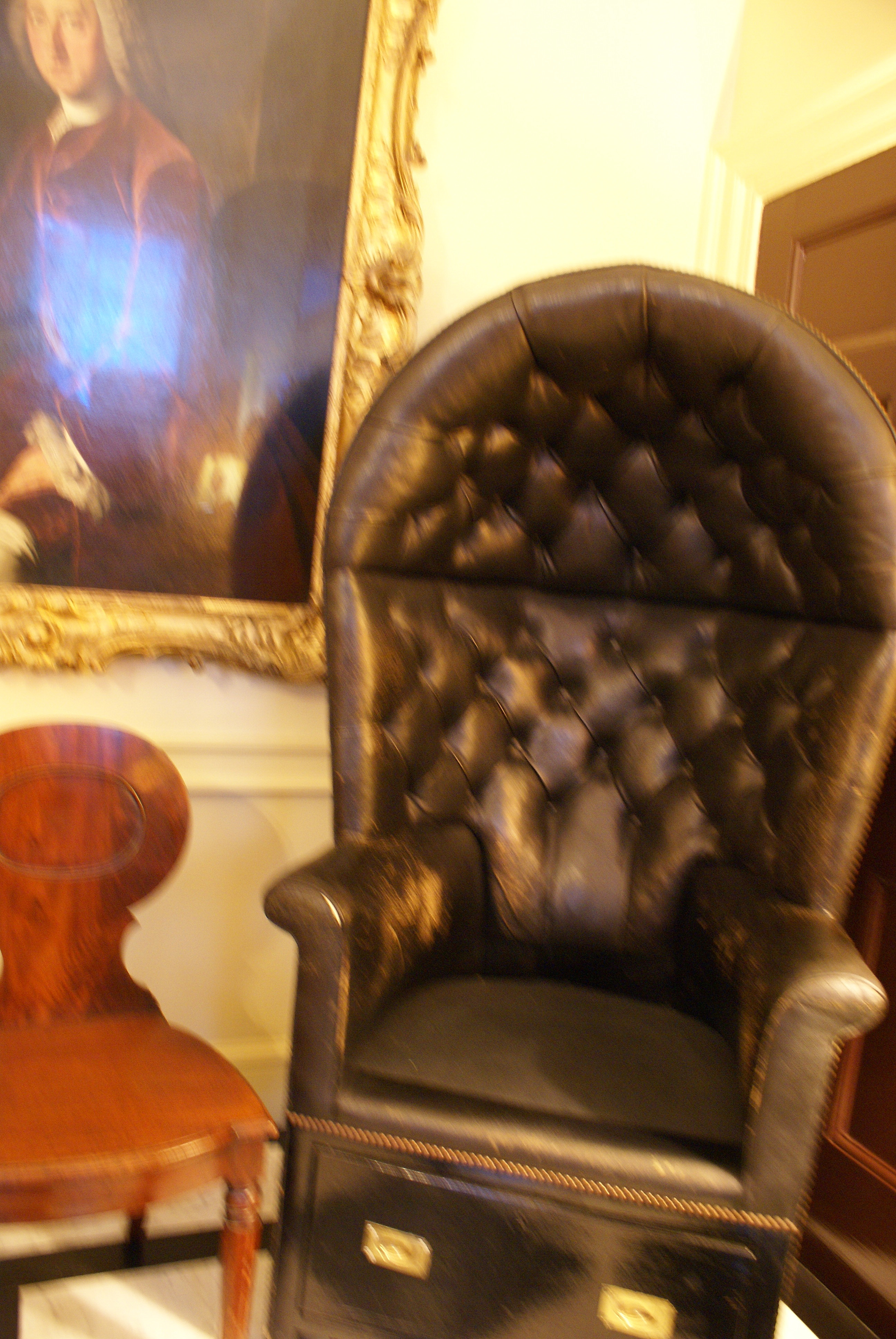
یکی از صندلی‌های اصلی

صندلی‌های گارد شمارۀ ۱۰ خیابان داونینگ (به انگلیسی: 10 Downing Street Guard Chairs) دو صندلی عتیقه هستند. در اوایل قرن نوزدهم میلادی، شمارۀ ۱۰ خیابان داونینگ توسط دو نگهبان که بیرون ساختمان روی صندلی‌های چرمی ساخته شده توسط توماس چیپندیل نشسته بودند، محافظت می‌شد. یک کشو در زیر صندلی وجود داشت که با زغال سنگ داغ پر شده بود تا نگهبانان در حین انجام وظیفه گرم شوند. صندلی‌ها، صندلی‌های هود بودند که با پشتی و روپوش دایره‌ای ساخته می‌شدند؛ هم برای محافظت از محافظان در برابر آب و هوای بد و هم برای بهبود آکوستیک اطراف، در نتیجه به محافظ اجازه می‌داد از زاویۀ وسیع‌تری بهتر بشنود.

## وضعیت فعلی
صندلی‌ها هنوز وجود دارند. یکی از آن‌ها (همچنین به عنوان صندلی هال پورتر شناخته می‌شود) در ورودی شمارۀ ۱۰ خیابان داونینگ قرار دارد. دیگری متعلق به یک کلکسیونر خصوصی مبلمان است. ساییدگی بازوی داخلی که در تصویر همراه مشهود است، نتیجۀ مالش مکرر تپانچه‌های نگهبانان به پارچه در طی ساعات کشیک است.